# Nehalennia (insecte)
Genre
Nehalennia est un genre dans la famille des Coenagrionidae appartenant au sous-ordre des Zygoptères dans l'ordre des Odonates. Il comprend 6 espèces. Les Nehalennia sont des demoiselles de très petite taille. Leur nom vernaculaire est déesse, faisant référence à la déesse  pré-celtique ou pré-germanique du même nom.
Le nom nehalennia est également utilisé comme épithète spécifique chez une autre espèce de Zygoptères dans la sous-famille des Protoneurinae (famille des Coenagrionidae) : Epitoneura nehalennia Williamson, 1915.
Comme tous les odonates, l'adulte est un prédateur opportuniste et se nourrit de moucherons et d'autres petits insectes. La naïade (larve) est également prédatrice et se nourrit d'invertébrés aquatiques.

## Étymologie
Nehalennia est une déesse de rivière romaine, protégeant les voyageurs mais surtout les navigateurs. 

## Répartition
On retrouve ce genre en Amérique du Nord et en Amérique du Sud à l'exception de N. speciosa, qu'on retrouve en Eurasie.

## Caractéristiques
Ces demoiselles sont de très petite taille allant de 20 mm à 25 mm. Elles ont généralement une coloration vert métallique avec des motifs d'un bleu azur.

## Habitat
Elles fréquentent les bordures d'étangs ou de mares et se cachent discrètement dans les bordures d'herbacées.  N. gracilis, se retrouve dans les tourbières.

## Liste d'espèces[1]
- Nehalennia gracilis Morse, 1895 - Déesse gracieuse
- Nehalennia integricollis Calvert, 1913
- Nehalennia irene (Hagen, 1861) - Déesse paisible
- Nehalennia minuta (Selys in Sagra, 1857)
- Nehalennia pallidula Calvert, 1913
- Nehalennia speciosa (Charpentier, 1840) - Déesse précieuse